# Micronycteris megalotis
Micronycteris megalotis é uma espécie de morcego da família Phyllostomidae. Apesar de ser principalmente insetívoro, frutas podem compôr sua dieta. A observação de fêmeas lactantes de fevereiro a agosto dá brecha à possibilidade de existência de dois ciclos de procriação anuais por fêmea.

## Características

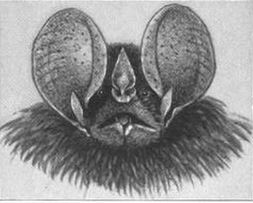
Ilustração da cara de um exemplar.

Assim como os demais membros dessa família, apresenta uma folha nasal membranosa lanciforme, na extremidade do focinho. Trata-se de um morcego pequeno com orelhas grandes e arredondadas que são unidas por uma faixa de pele. Seus olhos são notavelmente pequenos. Apresenta membrana interfemoral bem desenvolvida, com a cauda perfurando-a. Os pelos da região dorsal são marrom-escuro.
Possui envergadura de cerca de 21 cm, comprimento médio do antebraço de 3,35 cm e massa média de 6 g. Sua arcada dentária conta com 34 dentes, sendo 2 pares de incisivos superiores, 2 pares de incisivos inferiores, 1 par de caninos superiores, 1 par de caninos inferiores, 2 pares de pré-molares superiores, 3 pares de pré-molares inferiores, 3 pares de molares superiores e 3 pares de molares inferiores.

## Distribuição
Sua distribuição geográfica estende-se do México até o Brasil, com exceção do Rio Grande do Sul. Assim, pode ser encontrada nos seguintes países: Paraguai, Bolívia, Brasil, Peru, Colômbia, Venezuela, Guiana, Suriname, Guiana Francesa e Trinidad e Tobago.